# Church
Church относится к семейству LISP-подобных вероятностных языков программирования для определения произвольных вероятностных программ, так и к ряду алгоритмов для выполнения вероятностного вывода в порождающих моделях, которые определяют эти программы. Church был первоначально разработан в Массачусетском технологическом институте, в первую очередь в группе по вычислительной когнитивной науке, управляемой Джошуа Тененбаумом. Существует несколько различных алгоритмов вывода и конкретных языков, в том числе Bher, MIT-Church, Cosh, Venture и Anglican.